# 2026年ミラノ・コルティナダンペッツォパラリンピック
2026年ミラノ・コルティナダンペッツォパラリンピック（イタリア語: Giochi paralimpici invernali del 2026）は2026年3月6日から3月15日まで開かれる予定の第14回冬季パラリンピック。ミラノ・コルティナ2026（Milano Cortina 2026）と呼称される。
イタリアのミラノとコルティナダンペッツォの2都市による合同開催で行われることが、 2019年6月のスイス・ローザンヌにおける第134回IOC総会で決定した。

## 競技会場

### ヴェローナ
- アレーナ・ディ・ヴェローナ - 開会式

### ミラノ
- フィエラ・ミラノ - パラアイスホッケー

### ヴァルディデントロ
- ヴァル・ディ・フィエンメ - バイアスロン、クロスカントリースキー

### コルティナダンペッツォ
- オリンピア・デッレ・トファーネ（Olympia delle Tofane）- アルペンスキー、スノーボード
- スタディオ・オリンピコ・デル・ギアッチョ（英語版、イタリア語版）　- カーリング競技・閉会式

## スポンサー

### ワールドワイドパラリンピックパートナー
- Airbnb
- アリババグループ
- アリアンツ
- オットーボック
- コロナセロ（ABインベブ）
- ザ コカ・コーラ カンパニー - 蒙牛乳業
- デロイト トウシュ トーマツ
- オメガ
- プロクター・アンド・ギャンブル
- サムスン電子
- TCL集団
- ビザ